# 3月2日
3月2日（さんがつふつか）は、グレゴリオ暦で年始から61日目（閏年では62日目）にあたり、年末まであと304日ある。

## できごと
- 754年（天平勝宝6年2月4日） - 鑑真が奈良に入洛する[1]。
- 986年 - ルイ5世が西フランク王に即位。カロリング朝最後の国王。
- 1476年 - ブルゴーニュ戦争: グランソンの戦いが行われる。
- 1657年（明暦3年1月18日） - 明暦の大火発生。
- 1672年（寛文12年2月3日） - 浄瑠璃坂の仇討発生。
- 1791年 - パリで遠距離通信のための腕木通信機が初めて公開される。
- 1836年 - テキサス革命: テキサス共和国がメキシコからの独立を宣言。
- 1855年 - アレクサンドル2世がロシア皇帝に即位。
- 1861年 - アメリカ合衆国がネバダ準州とダコタ準州を設置。
- 1880年 - 高知県から分離して徳島県を設置。高知県・徳島県が現在の形となる。
- 1884年 - 岡山県が旧藩主・池田家から買い取った岡山市の後楽園で一般公開を開始。
- 1886年 - 帝国大学（後の東京帝国大学、現 東京大学）を設置するための帝国大学令公布。
- 1889年 - 浄土真宗本願寺派の僧・曜日蒼龍がホノルルに到着。日本仏教のハワイ布教の始まり。
- 1899年 - レーニア山国立公園設置。
- 1899年 - 北海道旧土人保護法公布。アイヌの日本人化に拍車。
- 1919年 - モスクワでコミンテルン（第三インターナショナル）設立大会。
- 1938年 - 大粛清 右翼トロツキスト陰謀事件: ニコライ・ブハーリンら21名を被告として第3次モスクワ裁判はじまる。
- 1939年 - ピウス12世がローマ教皇に即位。
- 1942年 - 第二次世界大戦: オーストラリアがタイ王国に宣戦布告。
- 1942年 - 第二次世界大戦: アメリカ西海岸居住の日系人に、立ち退き・強制収容所への収容が命令される。
- 1943年 - 第二次世界大戦: ビスマルク海海戦
- 1943年 - 野球用語（ストライク、ボールなど）が全面的に日本語化。
- 1946年 - ホー・チ・ミンがベトナム民主共和国の大統領に就任。
- 1949年 - 池袋駅東口の闇市・池袋東口マーケットの取り壊し開始。
- 1955年 - 第三清徳丸襲撃事件: 尖閣諸島海域で漁をしていた第三清徳丸が、青天白日旗を掲げたジャンク船に銃撃される[2]。
- 1960年 - 横浜歌謡ショー将棋倒し事故が発生。12人死亡、14人重軽傷[3]。
- 1956年 - モロッコがフランスからの独立を宣言。
- 1962年 - ビルマでネ・ウィンが軍部無血クーデターに成功し、大統領に就任。
- 1967年 - 前月に解任されたスカルノに代わって、インドネシア暫定国民協議会がスハルト議長を大統領代理に決定。
- 1969年 - 中ソ国境紛争: 中華人民共和国とソビエト連邦の国境の珍宝島（ダマンスキー島）の領有をめぐり両国軍が衝突。
- 1969年 - コンコルドの初の試験飛行を実施。
- 1970年 - ローデシアが共和制移行を宣言。
- 1972年 - アメリカの宇宙探査機「パイオニア10号」打ち上げ。
- 1974年 - 那覇市小禄で下水道工事中に不発弾が爆発、幼稚園児を含む4人が死亡。
- 1976年 - 北海道庁爆破事件。2名が死亡、80名が重軽傷。
- 1976年 - 国鉄の営業用蒸気機関車（SL）の日常使用が終了。
- 1978年 - チェコスロバキア人のウラジミル・レメックが搭乗するソユーズ-28が打ち上げ。初のアメリカ人・ソ連人以外の宇宙飛行士となる。
- 1978年 - 前年に死去したチャールズ・チャップリンの遺体が盗難される。
- 1981年 - 中国残留日本人孤児が初めて正式に来日。
- 1982年 - 韓国政府が第五共和政1周年を記念して金大中ら政治犯2863人の恩赦を発表。
- 1982年 - 福島県原町送信所の送信塔(200m)が解体工事が終了[4]。
- 1983年 - それまで日本とヨーロッパだけで発売されていたコンパクトディスクとプレイヤーが全世界で発売開始。
- 1987年 - シャープ・松下電器・アイワがDATを発売。
- 1989年 - 欧州共同体 (EC) 環境相会議でフロンガスの生産・使用の2000年までの全面停止を決定。
- 1992年 - 旧ソ連のアルメニア・アゼルバイジャン・キルギスタン・モルドバ・タジキスタン・トルクメニスタン・ウズベキスタンおよびサンマリノが国連に加盟。
- 2000年 - 神戸市中央区でテレクラ放火殺人事件が発生。4人が死亡。
- 2001年 - 大阪駅 - 青森駅間を走る特急白鳥号が廃止になる。
- 2004年 - 神戸市立王子動物園で日本初となるアジアゾウの出産。子象はモモと名付けられる。
- 2005年 - 土佐くろしお鉄道宿毛駅衝突事故。
- 2006年 - 国産初の超音速航空機であるT-2がこの日をもって航空自衛隊から全機退役。
- 2006年 - 任天堂の携帯型ゲーム機、ニンテンドーDS Liteが日本国内で発売。
- 2013年 - 秋田新幹線脱線事故が発生[5]。
- 2018年 - リニア中央新幹線建設工事を巡る談合事件で、鹿島建設の土木営業本部の元副本部長と大成建設の元常務執行役員が、独占禁止法違反の容疑で逮捕される。
- 2022年 - 欧州連合（EU）が、2月24日にウクライナへの侵攻を開始したロシアに対し、対ロシア追加制裁の一環として、同国の銀行大手７行を国際送金・決済システムの国際銀行間通信協会（SWIFT）から排除することを決定[6]。

## 誕生日

### 人物

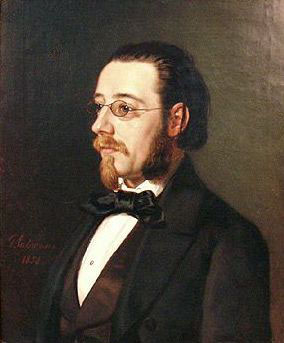
交響詩『わが祖国』(1874-79)で知られるボヘミアの作曲家ベドルジハ・スメタナ(1824-1884)誕生。

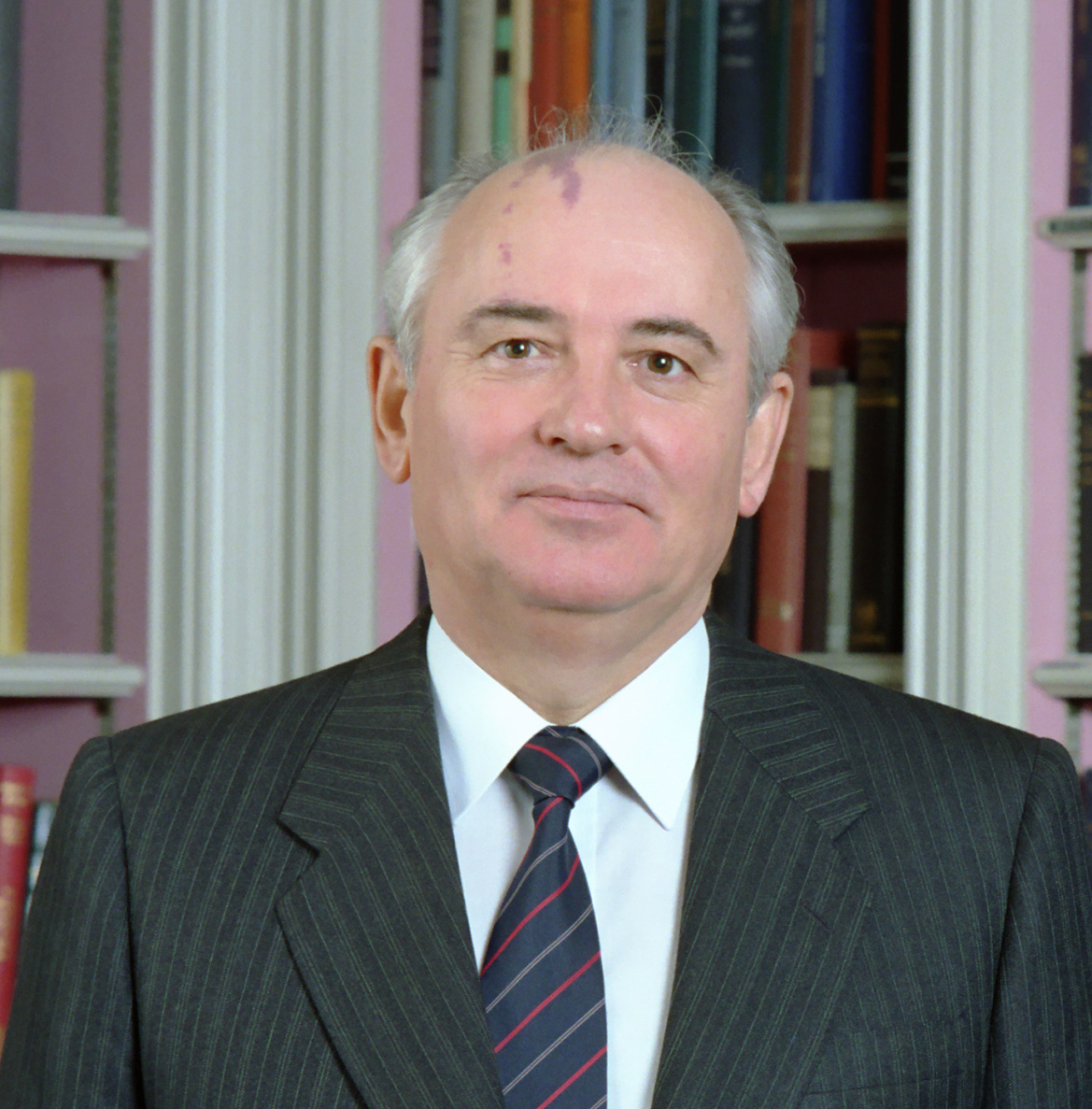
ソビエト連邦最後の最高指導者ミハイル・ゴルバチョフ(1931-2022)誕生。

- 1316年 - ロバート2世、スコットランド王（+ 1390年）
- 1459年 - ハドリアヌス6世、第218代ローマ教皇（+ 1523年）
- 1681年（延宝9年1月12日） - 松平吉邦、越前福井藩第8代藩主（+ 1722年）
- 1758年（宝暦8年1月23日） - 牧野忠義、越後三根山領主（+ 1803年）
- 1760年 - カミーユ・デムーラン、フランス革命期のジャーナリスト、政治家（+ 1794年）
- 1770年 - ルイ＝ガブリエル・スーシェ、ナポレオン戦争期のフランス軍元帥（+ 1826年）
- 1782年（天明2年1月19日） - 永井直方、大和新庄藩第5代藩主（+ 1825年）
- 1793年 - サミュエル・ヒューストン、政治家（+ 1863年）
- 1810年 - レオ13世、第255代ローマ教皇（+ 1903年）
- 1824年 - ベドルジハ・スメタナ、作曲家（+ 1884年）
- 1851年 - フランツ・フォン・リスト、刑法学者（+ 1919年）
- 1859年 - ショーレム・アレイヘム、劇作家、小説家（+ 1916年）
- 1863年（文久3年1月13日） - 鎌田三之助、政治家、宮城県鹿島台村（現在の大崎市の一部）村長（+ 1950年）
- 1868年 - 佐藤孝三郎、官僚、元福井県知事、名古屋市長、函館市長（+ 1868年）
- 1876年 - ピウス12世、第259代ローマ教皇（+ 1958年）
- 1880年 - 米内光政、政治家、第37代内閣総理大臣（+ 1948年）
- 1880年 - 田中貢太郎、作家（+ 1941年）
- 1882年 - 坂本繁二郎、洋画家（+ 1969年）
- 1886年 - 田中秀央、西洋古典学者（+ 1974年）
- 1892年 - 尾形藤吉、騎手、調教師（+ 1981年）
- 1892年 - 三桝豊、俳優（没年不詳）
- 1892年 - 杉野芳子、ファッションデザイナー、教育者（+ 1978年）
- 1892年 - ニコライ・ネフスキー、言語学者、民俗学者（+ 1937年）
- 1894年 - アレクサンドル・オパーリン、化学者（+ 1980年）
- 1894年 - 村田実、映画監督（+ 1937年）
- 1897年 - 加藤シヅエ、婦人運動家、政治家（+ 2001年）
- 1900年 - クルト・ヴァイル、作曲家（+ 1950年）
- 1902年 - モー・バーグ、プロ野球選手（+ 1972年）
- 1903年 - 森本六爾、考古学者（+ 1936年）
- 1904年 - ドクター・スース、絵本作家（+ 1991年）
- 1907年 - 両國梶之助、大相撲力士（+ 1959年）
- 1907年 - 玉置敬三、官僚、東京芝浦電気社長（+ 1996年）
- 1909年 - メル・オット、プロ野球選手（+ 1958年）
- 1910年 - 岩本裕、仏教学者（+ 1988年）
- 1913年 - モート・クーパー、プロ野球選手（+ 1958年）
- 1914年 - マーティン・リット、映画監督（+ 1990年）
- 1915年 - 松永亀三郎、実業家、中部電力社長（+ 1997年）
- 1917年 - デイビッド・グーディス、小説家（+ 1967年）
- 1917年 - ジム・コンスタンティー、プロ野球選手（+ 1976年）
- 1918年 - 美川陽一郎、俳優（+ 1976年）
- 1919年 - タマーラ・トゥマーノワ、バレエダンサー（+ 1996年）
- 1919年 - ジェニファー・ジョーンズ、女優（+ 2009年）
- 1921年 - 三隅研次、映画監督（+ 1975年）
- 1921年 - 天野公義、政治家（+ 1990年）
- 1921年 - エルンスト・ハース、写真家（+ 1986年）
- 1922年 - 李俊、映画監督（+ 2013年）
- 1922年 - 西内文夫、元陸上競技選手、指導者（+ 2001年）
- 1924年 - 岡田茂、映画プロデューサー（+ 2011年）
- 1924年 - カル・エイブラムス、プロ野球選手（+ 1997年）
- 1925年 - 佐伯有清、歴史学者（+ 2005年）
- 1926年 - 宮城野由美子、女優
- 1926年 - マレー・ロスバード、経済学者、歴史学者、政治哲学者（+ 1995年）
- 1926年 - ジョージ・P・L・ウォーカー、地質学者、火山学者（+ 2005年）
- 1927年 - 渡辺晋、渡辺プロダクション創設者（+ 1987年）
- 1927年 - 神坂次郎、小説家（+ 2022年）
- 1928年 - 伊藤茂、政治家、運輸大臣（+ 2016年）
- 1929年 - 和田一夫、実業家（+ 2019年）
- 1930年 - 保富康午、作詞家（+ 1984年）
- 1930年 - 吉原功、プロレスラー（+ 1985年）
- 1931年 - 青木望、作曲家、編曲家
- 1931年 - トム・ウルフ、作家（+ 2018年）
- 1931年 - ミハイル・ゴルバチョフ、政治家（+ 2022年）
- 1931年 - 藤木悠、俳優（+ 2005年）
- 1932年 - ハンベルト・フェルナンデス、元プロ野球選手（+ 2016年）
- 1932年 - 高橋たか子、小説家（+ 2013年）
- 1935年 - 山本耕一、俳優
- 1935年 - 吉田剛、脚本家（+ 2018年）
- 1936年 - 近藤和彦、プロ野球選手、監督（+ 2002年）
- 1937年 - アブデルアジズ・ブーテフリカ、政治家、アルジェリア大統領（+ 2021年）
- 1938年 - リカルド・ラゴス、政治家
- 1939年 - 島津貴子、島津久永夫人、昭和天皇五女、明仁上皇の末妹
- 1942年 - ジョン・アーヴィング、小説家
- 1942年 - ルー・リード、ミュージシャン（+ 2013年）
- 1942年 - 末次利光、元プロ野球選手
- 1943年 - 柳瀬尚紀、英文学者（+ 2016年）
- 1943年 - 出水憲、俳優
- 1945年 - 森下哲夫、俳優、声優（+ 2019年）
- 1947年 - 三遊亭小遊三、落語家
- 1947年 - 中村英一、アニメーター
- 1947年 - みなもと太郎、漫画家（+ 2021年）
- 1947年 - ハリー・レドナップ、元サッカー選手、指導者
- 1947年 - ユーリ・マチャセビッチ、数学者
- 1948年 - 五街道雲助、落語家
- 1948年 - 林家時蔵、落語家
- 1948年 - ロリー・ギャラガー、ミュージシャン（+ 1995年）
- 1948年 - ラリー・カールトン、ギタリスト
- 1948年 - アンドレイ・リンデ、物理学者

- 1950年 - ひだのぶこ、漫画家

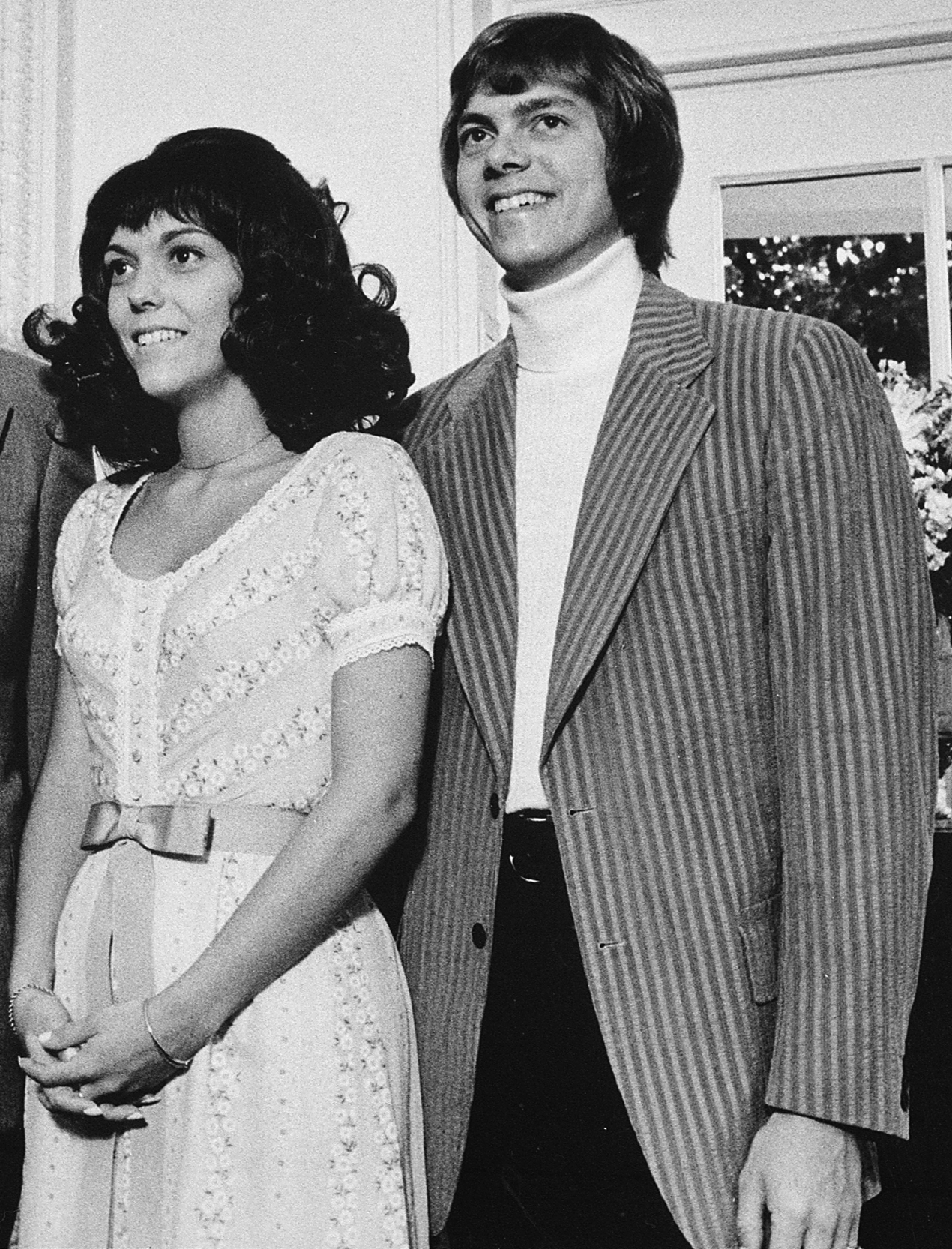
カーペンターズのボーカル、カレン・カーペンター(画像左 1950-1983)誕生。

- 1950年 - カレン・カーペンター、ミュージシャン（カーペンターズ）（+ 1983年）
- 1953年 - 松下賢次、アナウンサー
- 1953年 - 加藤光久、実業家
- 1953年 - 北側一雄、政治家
- 1953年 - 斉藤滋宣、政治家
- 1953年 - ラリー・ウルフ、元プロ野球選手
- 1953年 - ラス・ファインゴールド、政治家
- 1954年 - 剣幸、女優
- 1954年 - 吉沢京子、女優
- 1954年 - 高島雅羅、声優
- 1955年 - 麻原彰晃、オウム真理教教祖（+ 2018年）
- 1955年 - 佐々木知子、政治家
- 1955年 - 日向明子、女優（+ 2011年）
- 1956年 - 藤原仁、元プロ野球選手
- 1958年 - イアン・ウーズナム、ゴルファー
- 1959年 - 石田和明、漫画家
- 1961年 - 桜玉吉、漫画家
- 1961年 - 中島俊一、ボクサー
- 1961年 - シモーネ・ヤング、指揮者
- 1962年 - ジョン・ボン・ジョヴィ、歌手、作曲家、俳優（ボン・ジョヴィ）
- 1962年 - 森岡浩之、SF作家
- 1963年 - 井上祐二、元プロ野球選手
- 1963年 - アンソニー・アルバニージー、政治家、オーストラリア首相
- 1967年 - 段田男、演歌歌手
- 1967年 - 安田弘之、漫画家
- 1967年 - 南夕花、女優
- 1967年 - レオ・ゴメス、元プロ野球選手
- 1968年 - 伊沢利光、ゴルファー
- 1968年 - 鏡リュウジ、心理占星術研究家、翻訳家
- 1968年 - ダニエル・クレイグ、俳優
- 1970年 - 朝基まさし、漫画家
- 1971年 - 水田薫、アナウンサー
- 1971年 - 三上弥、元アナウンサー
- 1971年 - 豊田真奈美、元プロレスラー
- 1972年 - 魚住りえ、アナウンサー
- 1972年 - マウリシオ・ポチェッティーノ、元サッカー選手、指導者
- 1972年 - 藪下めぐみ、プロレスラー、総合格闘家、柔道家
- 1973年 - 秋田禎信、小説家
- 1973年 - 島崎和歌子、タレント
- 1973年 - デヤン・ボディロガ、元バスケットボール選手
- 1974年 - 中田大輔、トランポリン選手
- 1974年 - アンソニー・サンダース、元プロ野球選手
- 1975年 - イ・ソンギュン、俳優　（+ 2023年）
- 1975年 - 中森友香、タレント
- 1975年 - 芳賀紀行、オートバイレーサー
- 1975年 - 大橋恵、作曲家
- 1976年 - 岩木山竜太、元大相撲力士、年寄18代関ノ戸
- 1976年 - 片倉真二、漫画家
- 1976年 - 湶尚子、タレント
- 1977年 - 松田大輔、お笑い芸人（東京ダイナマイト）
- 1977年 - 平尾陽三郎、俳優
- 1977年 - みさくらなんこつ、漫画家
- 1977年 - 石山繁、騎手
- 1977年 - 中倉彰子、女流棋士 (将棋)
- 1977年 - クリス・マーティン、ミュージシャン（コールドプレイ）
- 1978年 - 御船健、俳優
- 1978年 - ヒース・ヒーリング、総合格闘家
- 1978年 - ライアン・ヤンキー、フィギュアスケート選手
- 1979年 - 樫の木ちゃん、漫画家
- 1979年 - ダミアン・ダフ、元サッカー選手
- 1979年 - セルゲイ・ダヴィドフ、フィギュアスケート選手
- 1980年 - 優木まおみ、タレント、グラビアアイドル
- 1980年 - 石川伸一郎、俳優
- 1980年 - レベル・ウィルソン、女優、コメディアン
- 1981年 - 安居剣一郎、俳優
- 1981年 - 二本柳壮、騎手
- 1981年 - 市原敬子、漫画家
- 1981年 - 八寿子、漫画家
- 1981年 - ブライス・ダラス・ハワード、女優
- 1982年 - フェドール・アンドレーエフ、フィギュアスケート選手
- 1982年 - ベン・ロスリスバーガー、アメリカンフットボール選手
- 1982年 - ケヴィン・クラニー、サッカー選手
- 1983年 - 千葉れみ、女優
- 1983年 - 鷲巣あやの、グラビアアイドル
- 1983年 - 加藤隆行、元プロ野球選手
- 1983年 - ペトル・ハルチェンコ、フィギュアスケート選手
- 1983年 - グレン・パーキンス、プロ野球選手
- 1984年 - 茂木弘人、サッカー選手
- 1984年 - 鄭大世、サッカー選手
- 1985年 - 三宅華也、声優
- 1985年 - 濱田玲、ファッションモデル
- 1985年 - 石神直哉、サッカー選手
- 1985年 - 平松奈々、元アナウンサー
- 1985年 - バド・ノリス、プロ野球選手
- 1985年 - マキシム・ザボジン、フィギュアスケート選手
- 1985年 - レジー・ブッシュ、アメリカンフットボール選手
- 1985年 - ジム・ネグリッチ、プロ野球選手
- 1986年 - 秋田真琴、女優
- 1986年 - 小倉星羅、アナウンサー
- 1987年 - 平田健之佑、競艇選手
- 1987年 - 出井隼之介、お笑い芸人（ヤーレンズ）
- 1987年 - ノ村優介、漫画家
- 1987年 - 横山友美佳、バレーボール選手（+ 2008年）
- 1987年 - ジョフリー・ヴァーナー、フィギュアスケート選手
- 1988年 - 伊澤麻璃也、女優
- 1989年 - 亜里沙、女優、グラビアアイドル
- 1989年 - マルセル・ヒルシャー、アルペンスキー選手
- 1989年 - エドガー・ララ、プロ野球選手
- 1990年 - 浅野祥、津軽三味線奏者
- 1990年 - 早川諒、俳優
- 1990年 - Alice、シンガーソングライター
- 1990年 - イ・ホンギ、歌手
- 1990年 - ルイス・アドビンクラ、サッカー選手
- 1990年 - ルーク・コムズ、カントリー歌手
- 1991年 - 佐藤穣、サッカー選手
- 1991年 - 杉恵ゆりか、シンガーソングライター
- 1991年 - 山中拓也、ミュージシャン（THE ORAL CIGARETTES）
- 1992年 - 福間香奈、女流棋士 (将棋)
- 1993年 - 船岡咲、女優、ファッションモデル
- 1993年 - 山中真由美、グラビアアイドル、タレント
- 1993年 - ホセ・アドリス・ガルシア、プロ野球選手
- 1993年 - 永野将司、元プロ野球選手
- 1994年 - 宮内龍汰、サッカー選手
- 1994年 - 岡本菜摘、歌手
- 1994年 - サイード横田仁奈、新体操選手
- 1994年 - ジェームズ・カプリーリアン、プロ野球選手
- 1995年 - 小林麗菜、タレント
- 1996年 - 浅石莉奈、女優
- 1996年 - 三橋未来、ハンドボール選手
- 1996年 ‐ 岡村健司、騎手
- 1996年 - ラモン・ヘルナンデス、プロ野球選手
- 1997年 - 川尻蓮、アイドル（JO1）
- 1998年 - トゥア・タゴヴァイロア、アメリカンフットボール選手
- 1999年 - 吉井美優、アイドル（元26時のマスカレイド）
- 1999年 - 加世田梨花、陸上競技選手
- 1999年 - 小室瑛莉子、フジテレビアナウンサー
- 1999年 - 谷口彩菜、グラビアアイドル、女優
- 2000年 - くじら、音楽家、ボカロP
- 2001年 - 後藤希友、ソフトボール選手
- 2001年 - 山田南実、グラビアアイドル
- 2002年 - ウォンビン、アイドル（RIIZE）
- 2003年 - 瀧澤翼、俳優
- 2003年 - 喉押さえマン、ものまねタレント
- 2003年 - キム・ダヨン、アイドル (Kep1er)
- 2004年 - 及川烈、騎手
- 2005年 - 安大翔大和、大相撲力士
- 2009年 - 仲邑菫、囲碁棋士
- 2010年 - 百瀬夢奏、女優
- 2011年 - 世古恋羽、アイドル
- 生年不詳 - 菊井風見子、漫画家
- 生年不詳 - てっけんとう、漫画家
- 生年不詳 - まいた菜穂、漫画家
- 非公表 - 田中光、声優

### 人物以外（動物など）
- 2019年 - ナミュール、競走馬

## 忌日

### 人物

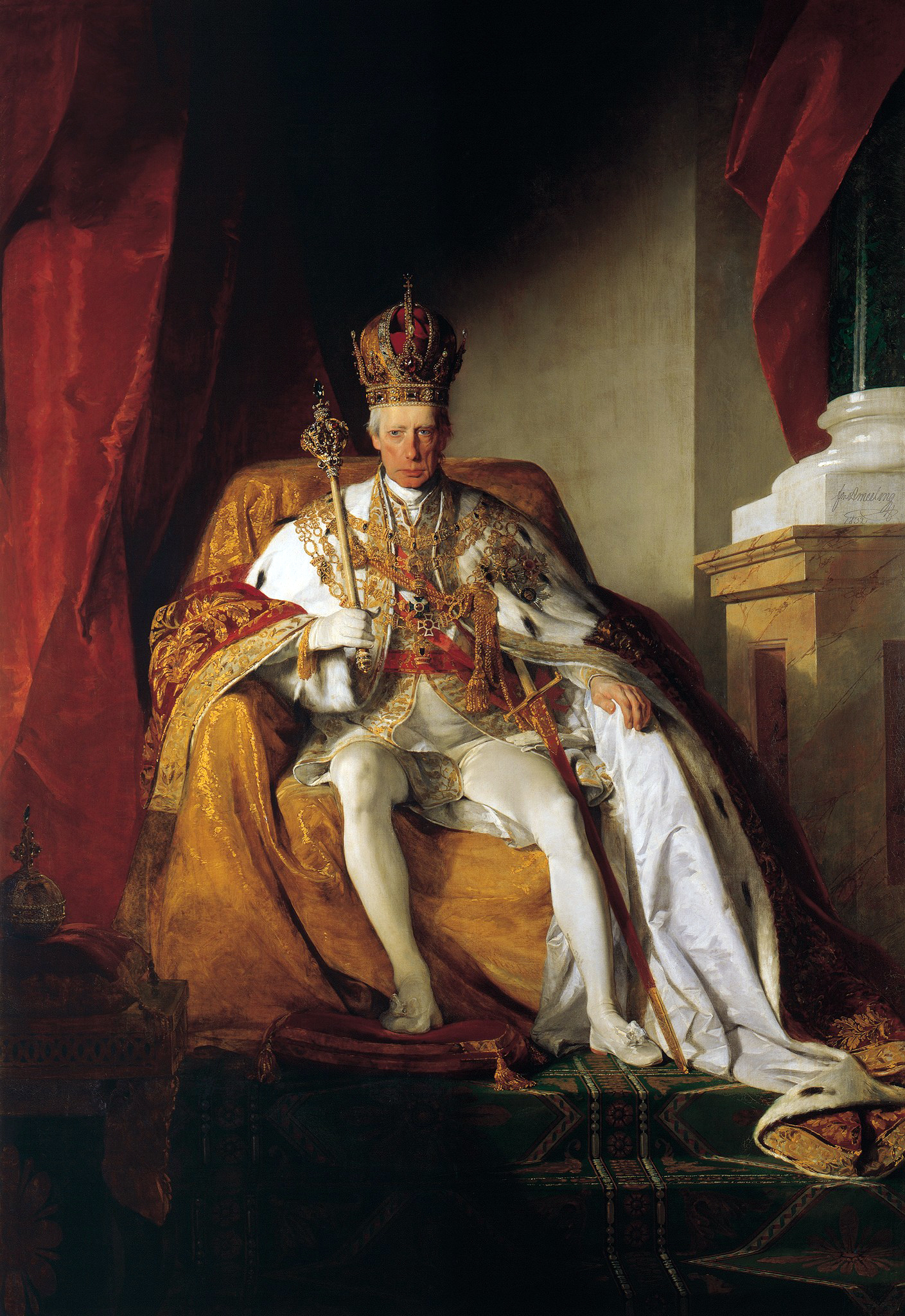
最後の神聖ローマ皇帝、フランツ2世(1768-1835)没。

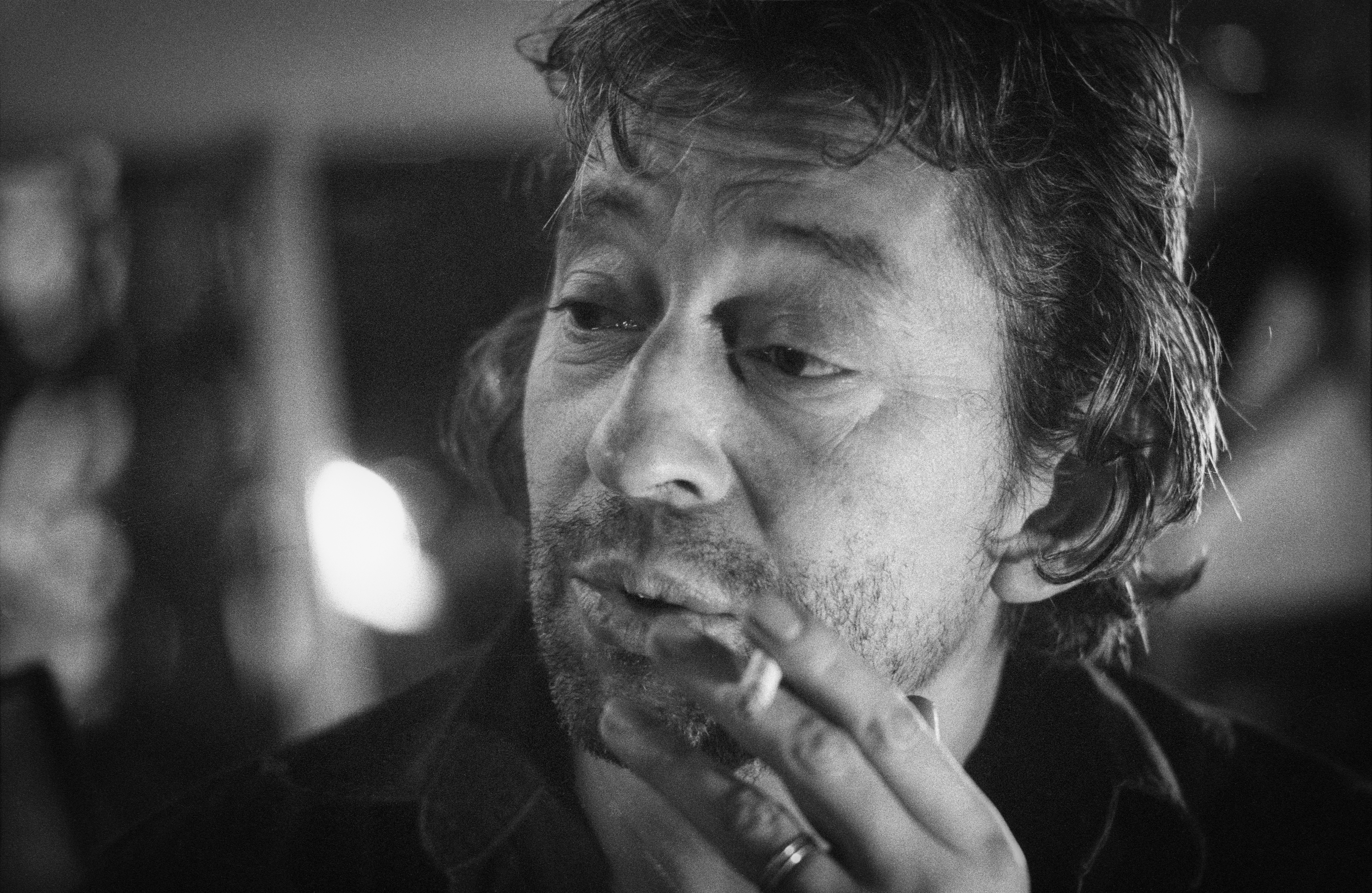
フランスの歌手セルジュ・ゲンスブール(1928-1991)没。『夢見るシャンソン人形』などで知られる。

- 1074年（承保元年2月2日） - 藤原頼通、平安時代の公卿（* 992年）
- 1333年 - ヴワディスワフ1世、ピャスト朝ポーランド王（* 1260年頃）
- 1619年 - アン・オブ・デンマーク、イングランド王ジェームズ1世の妃（* 1574年）
- 1694年（元禄7年2月7日） - 毛利吉就、第4代長州藩主（* 1668年）
- 1730年 - ベネディクトゥス13世、第245代ローマ教皇（* 1649年）
- 1791年 - ジョン・ウェスレー、キリスト教司祭、メソジスト運動指導者（* 1703年）
- 1797年 - ホレス・ウォルポール、小説家、政治家（* 1717年）
- 1797年（寛政9年2月4日） - 森俊韶、第4代三日月藩主（* 1750年）
- 1835年 - フランツ2世、神聖ローマ帝国皇帝（* 1768年）
- 1840年 - ヴィルヘルム・オルバース、天文学者（* 1758年）
- 1855年 - ニコライ1世、ロマノフ朝第11代ロシア皇帝（* 1796年）
- 1865年（元治2年2月5日） - 津軽順承、第11代弘前藩主（* 1800年）
- 1868年（慶応4年2月9日） - 滝善三郎、岡山藩士（* 1837年）
- 1895年 - ベルト・モリゾ、画家（* 1841年）
- 1901年 - ジョージ・マーサー・ドーソン、科学者、探検家（* 1849年）
- 1904年 - 宮地堅磐、潮江天満宮神主（* 1852年）
- 1905年 - スタンプ・ウィードマン、元プロ野球選手（* 1861年）
- 1908年 - 那珂通世、歴史学者（* 1851年）
- 1910年 - 佐々木高行、土佐藩士（* 1830年）
- 1923年 - 何礼之、官僚、翻訳家（* 1840年）
- 1923年 - 原浅、第19代内閣総理大臣夫人（*1871年）
- 1926年 - 住友友純、実業家（* 1865年）
- 1930年 - 山極勝三郎、病理学者（* 1863年）
- 1930年 - D・H・ローレンス、小説家（* 1885年）
- 1938年 - 松岡映丘、日本画家（* 1881年）
- 1939年 - ハワード・カーター、考古学者（* 1873年）
- 1940年 - マット・キルロイ、元プロ野球選手（* 1866年）
- 1945年 - エミリー・カー、芸術家、作家（* 1871年）
- 1954年 - 佐々木家寿治、政治家、元宮城県知事（* 1886年）
- 1955年 - 相馬黒光、実業家、新宿中村屋創業者（* 1876年）
- 1956年 - フレッド・マークル、元プロ野球選手（* 1888年）
- 1968年 - 斎藤達雄、俳優（* 1902年）
- 1969年 - 若羽黒朋明、元大相撲力士、元大関（* 1934年）
- 1972年 - 鏑木清方、画家（* 1878年）
- 1974年 - 守屋富次郎、航空技術者（* 1898年）
- 1975年 - 吉田一穂、詩人（* 1898年）
- 1975年 - 村野四郎、詩人（* 1901年）
- 1982年 - フィリップ・K・ディック、SF作家（* 1928年）
- 1990年 - 相原巨典、俳優（* 1927年）
- 1991年 - セルジュ・ゲンスブール、歌手（* 1928年）
- 1991年 - 青木雨彦、コラムニスト、文芸評論家（* 1932年）
- 1993年 - 辻静雄、フランス料理研究家、辻調グループ校創設者（* 1933年）
- 1995年 - 田中勝雄、野球選手（* 1898年）
- 1996年 - 飯干晃一、作家（* 1924年）
- 1997年 - 竹内理三、歴史学者（* 1907年）
- 1998年 - 高橋健二、ドイツ文学者（* 1902年）
- 2000年 - 村瀬興雄、歴史学者（* 1913年）
- 2001年 - ハロルド・ゴードン・スキリング、政治学者（* 1912年）
- 2002年 - 若林俊輔、英語教育学者、東京外国語大学名誉教授（* 1931年）
- 2003年 - 生島治郎、小説家（* 1933年）
- 2005年 - マーティン・デニー、ミュージシャン（* 1911年）
- 2006年 - 小山五郎、銀行家、元三井銀行（現：三井住友銀行）社長（* 1909年）
- 2006年 - 久世光彦、演出家、株式会社カノックス創業者（* 1935年）
- 2007年 - アンリ・トロワイヤ、小説家（* 1911年）
- 2007年 - 牧野昇、技術評論家、元三菱総合研究所会長（* 1921年）
- 2008年 - 北島敬介、検事総長（* 1936年）
- 2008年 - ソフィコ・チアウレリ、女優（* 1937年）
- 2008年 - ジェフ・ヒーリー、ブルースロックギタリスト、歌手（* 1966年）
- 2009年 - エルンスト・ベンダ、法学者、旧西ドイツ連邦憲法裁判所長官（* 1925年）
- 2009年 - ジョアン・ヴィエイラ、ギニアビサウ大統領（* 1939年）
- 2010年 - 奥田真丈、文部官僚、教育者（* 1922年)
- 2010年 - 高橋進、政治学者（* 1949年)
- 2011年 - トール・ヴィルヘルムソン、詩人（* 1925年）
- 2011年 - 諏訪純人、行家、元秋田銀行頭取（* 1934年）
- 2011年 - 西垣浩司、実業家、元NEC社長（* 1938年）
- 2012年 - 稲田祐二、生化学者、東京工業大学名誉教授（* 1927年）
- 2012年 - ダグ・ファーナス、プロレスラー（* 1961年）
- 2013年 - 南悠子、女優、宝塚歌劇団月組・星組（* 1923年）
- 2013年 - 平井豊光、実業家、馬主、栄進堂会長、栄進牧場代表（* 1932年）
- 2014年 - 中村正夫、実業家、元北陸電気工業社長（* 1924年）
- 2015年 - 佐藤益美、政治家、元大分市長（* 1921年）
- 2015年 - 大窪一玄、囲碁棋士（* 1929年）
- 2015年 - 坂本重太郎、外交官（* 1933年）
- 2016年 - 寺田緑郎、撮影監督（* 1963年）
- 2017年 - 岩間伸之、社会福祉学者（* 1965年）
- 2018年 - 奥田幹生、政治家、元文部大臣（* 1928年）
- 2018年 - ヘスス・ロペス＝コボス、指揮者（* 1940年）
- 2018年 - ビリー・ヘリントン、ポルノ男優、モデル（* 1969年）
- 2019年 - 小川守正、実業家、文筆家、PHP研究所参与、甲南病院理事長（* 1922年）
- 2019年 - 森井清二、実業家、元関西電力社長（* 1927年）
- 2019年 - アーマン・フレモン、地理学者（* 1933年）
- 2019年 - メド・オンド、映画監督（* 1936年）
- 2019年 - 角野幹男[7]、政治家、前山梨県中巨摩郡昭和町長（* 1942年）
- 2019年 - デイヴィッド・ヘルド、政治学者（* 1951年）
- 2020年 - ジェームズ・リプトン、俳優、脚本家、司会者（* 1926年）
- 2020年 - 石原舜三、地球科学者（* 1934年）
- 2020年 - 金森俊朗、教育者（* 1946年）
- 2021年 - 佐藤誼、政治家（* 1927年）
- 2021年 - 米吉、元大相撲呼出（* 1937年）
- 2021年 - 清水勲、漫画・風刺画研究家（* 1939年）
- 2021年 - バニー・ウェイラー、レゲエ歌手（* 1947年）
- 2022年 - 小池嘉吉[8]、経営者、リオン・ドールコーポレーション（旧：ライオン堂） 元社長（* 1925年）
- 2022年 - 森川八洲男、会計学者、明治大学名誉教授、元日本簿記学会会長（* 1937年）
- 2022年 - 原田泰治、画家、グラフィックデザイナー（* 1940年）
- 2022年 - ケネス・デュバースタイン、実業家、ロビイスト、元大統領首席補佐官（* 1944年）
- 2022年 - 今成泰章、プロ野球スカウト（* 1956年）
- 2022年 - 宮澤篤司、歌手（* 1973年）
- 2023年 - 玉置正和、実業家、元千代田化工建設社長（* 1927年）
- 2023年 - ピエール・ルジャンドル、法制史家、宗教史家、精神分析家（* 1930年）
- 2023年 - ウェイン・ショーター、サクソフォーン奏者、作曲家（ウェザー・リポート）（* 1933年）
- 2023年 - 四家啓助、実業家、政治家、元いわき市長（* 1935年）
- 2023年 - 仲村文弘、実業家、元オリオンビール社長（* 1940年）
- 2023年 - ラファエル・ヴィニオリ、建築家（* 1944年）
- 2023年 - 大川隆法、宗教家（* 1956年）
- 2024年 - 真鍋賢二、政治家、第36代環境庁長官（* 1935年）
- 2024年 - 佐久間美成、実業家、元岩田屋社長（* 1935年）
- 2024年 - W・C・クラーク、ギタリスト、歌手（* 1939年）
- 2024年 - ジム・ビアード、ジャズピアニスト、作曲家、編曲家、音楽プロデューサー（* 1960年）

### 人物以外（動物など）
- 2021年 - ジャングルポケット、競走馬（* 1998年）

## 記念日・年中行事

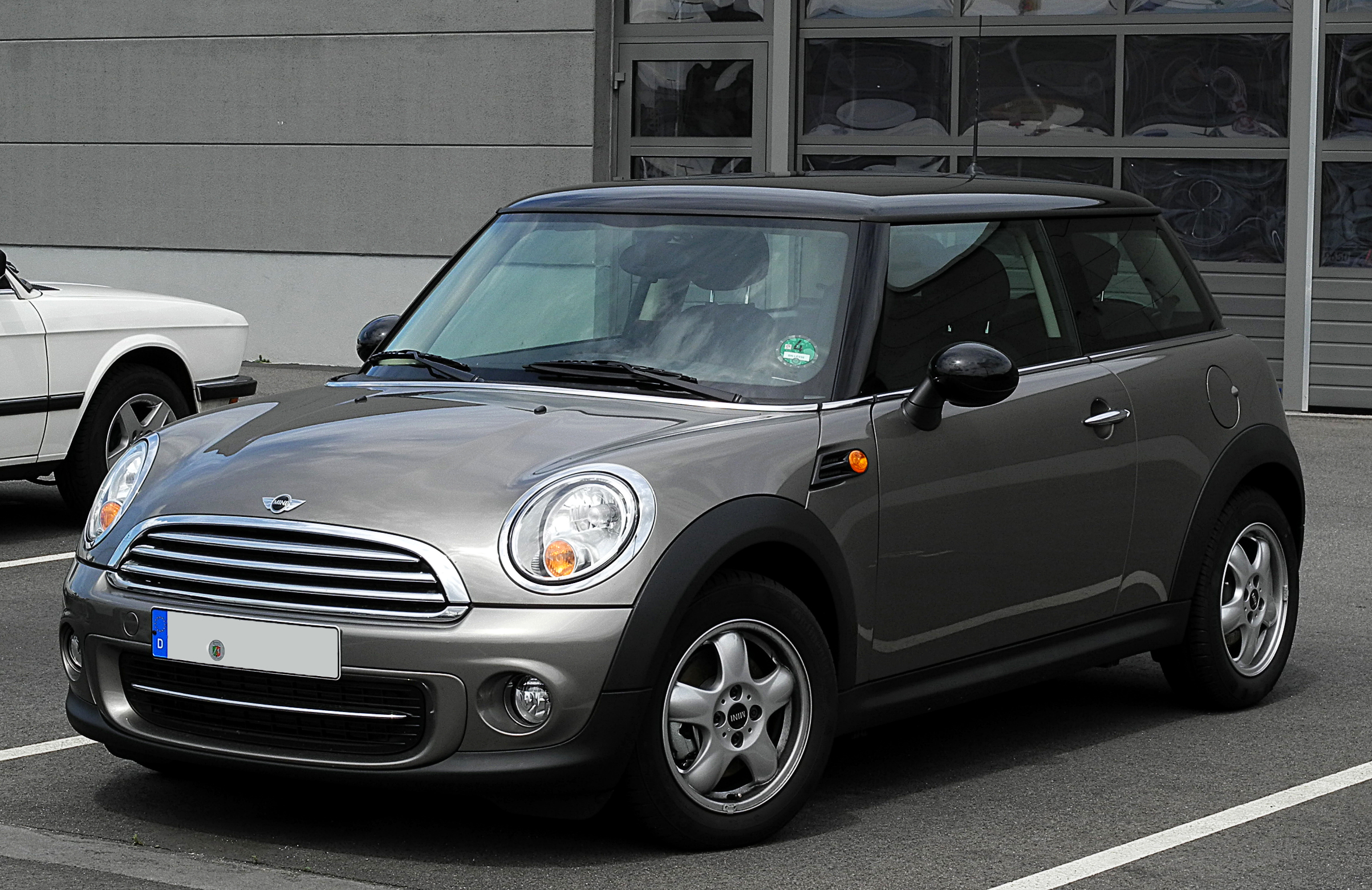
ミニの日。画像はミニクーパーR56 Facelift。

- テキサス独立記念日（英語版）（ アメリカ合衆国テキサス州）
1836年のこの日、テキサス共和国がメキシコからの独立を宣言した。
- ミニーマウスの日（ 日本）
3月2日の「32」が「ミニー」と読めることから。2011年、ウォルト・ディズニー・ジャパンによって制定された。
- ミニの日（ 日本）
3月2日の「32」が「ミニ」と読めることから小さいもの、ミニチュアものを愛そうという日。MINIの輸入元であるBMWジャパンが制定。
- スーツを仕立てる日（ 日本）
2018年にカスタムオーダーファッション事業を展開する株式会社FABRIC TOKYOがオーダースーツを広く知ってもらうために制定した記念日。名称は「スー(3)ツ(2)」に由来する[9]。
- 出会いの日（ 日本)
出逢いに感謝して新たな愛を育む日をと、株式会社カラットクラブの岡野あつこ氏が制定[10]。日付は、3と2で出会いを意味するミーツ(meets)と読む語呂合わせから。
- 遠山の金さんの日（ 日本）
1840年（天保11年）のこの日、遠山の金さんこと遠山左衛門尉景元が北町奉行に任命された。
- お水送り（ 日本）
福井県小浜市の神宮寺で行われる神事。若狭鵜の瀬の神宮寺の「お水取り」で採取した霊水は、10日間かけて奈良東大寺二月堂の「若狭井」に届くといわれている[11]。
- 行基會大祭（ 日本）
天平21年旧暦2月2日、行基は奈良喜光寺で82歳で入寂された。喜光寺ではこの日、行基會大祭としてご遠忌法要を営んでいる。 また薬師寺修験咒師本部により「柴燈大護摩供養」が執行される[12]。